# Troleibuzele din Bălți
Troleibuzele în Bălți constituie un important mijloc de transport public în localitate . Prima linie de trolebuize, cu o lungime de 15 km, a fost deschisă în 1972 pe traseul Molodova - Autogară. La 26 august 1972 este înființată Direcția de troleibuze din orașul Bălți, reorganizată în 1992 în Întreprinderea Municipală „Direcția de troleibuze Bălți”. În primul an de existență a troleibuzelor, în Bălți circulau 20 de unități de transport. La începutul anilor 90 cele trei rute, ce cuprindeau 40 de km, erau deservite de 90 de troleibuze . În 2014 numărul inventar al troleibuzelor pentru pasageri constituia 35, din care 22 troleibuze de modelul „ZIU-9" și doi "ZiU-10" (s-au scurtat); 3 troleibuze de modelul AKSM-20101 din Belarus, 11 model AKSM-30101 din Belarus ; 1 - Škoda 14Tr13/6M și 7 - VMZ-5298.00 (VMZ-375) "Lider" din Vologda, Rusia . Din cauza insuficienței de bani parcul de troleibuze din Bălți este învechit. Troleibuzele sunt uzate și cu termenul de exploatare demult depășit, în schimb, cât de cât îngrijite. Dintre acestea, 11 au câte zece ani, iar restul se exploatează de peste 30 de ani .
În 2012 troleibuzele bălțene au transportat 17.119,9 mii pasageri (cu 6,7% sau 1231,2 mii pasageri mai puțin decât în 2011).
La 17 octombrie 2012 Primăria municipiului Bălți a semnat un contract de împrumut de 3 mil. euro cu Banca Europeană pentru Reconstrucție și Dezvoltare (BERD) pentru achiziționarea a 23 de troleibuze noi. Totodată, BERD a mai acordat Primăriei un grant de 1,6 milioane de euro pentru îmbunătățirea infrastructurii întreprinderii municipale „Direcția de troleibuze”.. În iulie 2014 în Bălți au ajuns 11 din cele 23 de troleibuze, oferind posibilitatea de a deschide 2 rute noi - 4 și 5. Pentru anul 2015 se preconiza instituirea rutei nr. 6 - ce ar lega cartierul Dacia de combinatul de mezeluri "Basarabia-Nord", însă proiectul nu a fost realizat. Începând cu data de 1 ianuarie 2016 troleibuzele au încetat să circule pe ruta nr. 4 din cauza „nerentabilității”.
| Ruta | Ruta                                                    | Lungimea, km | În exploatare | Numărul de stații (tur/retur) | Numărul de vehicule |
| ---- | ------------------------------------------------------- | ------------ | ------------- | ----------------------------- | ------------------- |
| 1    | Cartierul Molodova – Aeroport                           | 16,8         | din 1972      | 30                            | 5                   |
| 2    | Gara de Nord – Cartierul „Dacia”                        | 17           | din 1972      | 32                            | 17                  |
| 3    | S.A. Basarabia Nord – Aeroport                          | 14,0         | din 1972      | 28                            | 8                   |
| 4    | Str. Lesecico – Monumentul „Ospitalitatea”              | 19           | din 2014      | 24                            | 5                   |
| 5    | Gara de Nord - S.A. Basarabia Nord                      | 15,4         | 2014 - 2021   | 24                            | -                   |
| 6    | S.A. „Basarabia Nord” - Gara de Nord                    | 15,4         | din 2021      | 24                            | 2                   |
| 7    | Cartierul „Dacia” - s. Elizaveta                        | 27           | din 2021      | 24                            | 1                   |
| 8    | Centru - str. Sorocii                                   | 8,5          | din 2022      | 16                            | 1                   |
| 9    | Direcția de troleibuze Bălți - Gara de Nord (circulară) | 11,3         | din 2022      | 21                            | 3                   |
| 10   | Cartierul „Bălții Noi” - Gara de Nord                   | 15,4         | din 2024      | 24                            | 3                   |